# Asceua
Asceua is een geslacht van spinnen uit de familie Zodariidae.

## Soorten
Het geslacht kent de volgende soorten:
- Asceua amabilis Thorell, 1897
- Asceua bimaculata (Simon, 1904)
- Asceua cingulata (Simon, 1905)
- Asceua elegans Thorell, 1887
- Asceua expugnatrix Jocqué, 1995
- Asceua gruezoi Barrion & Litsinger, 1992
- Asceua heliophila (Simon, 1893)
- Asceua japonica (Bösenberg & Strand, 1906)
- Asceua jianfeng Song & Kim, 1997
- Asceua kunming Song & Kim, 1997
- Asceua lejeunei Jocqué, 1991
- Asceua menglun Song & Kim, 1997
- Asceua piperata Ono, 2004
- Asceua radiosa Jocqué, 1986
- Asceua septemmaculata (Simon, 1893)
- Asceua similis Song & Kim, 1997
- Asceua torquata (Simon, 1909)
- Asceua wallacei Bosmans & Hillyard, 1990
- Asceua zodarionina (Simon, 1907)